# Матросу Гнату Шевченку (Миколаїв)
Па́м'ятник матро́су Гна́ту Шевче́нку — пам'ятник в Центральному районі Миколаєва, зведений на честь подвига матроса Гната Шевченко під час Кримської війни. Перший пам'ятник нижньому морському чину в Російській імперії, розташовується на вулиці 1-й Слобідській, біля входу до будівлі Миколаївського будівельного коледжу.
Пам'ятник є копією оригінального бюста, що був перевезений з Миколаєва до Севастополя у 1902 році і втрачений під час Другої світової війни. Наказом Міністерства культури та інформаційної політики України № 326 від 1 червня 2024 року позбавлений статусу пам'ятки історії місцевого значення.

## Передумови
Гнат Шевченко служив матросом 37-го флотського екіпажу, що дислокувався у Миколаєві, у комплексі казарм флотського напівекіпажу. З початком Кримської війни 37-й флотський екіпаж переведено до Севастополя, де Шевченко брав активну участь у його обороні.
У ніч проти 20 січня 1855 року загін «матросів-мисливців» із 250 осіб під командуванням лейтенанта М. А. Бірільова вирушив на вилазку четвертого бастіону, який утримували французькі війська. Завдання полягало в захопленні позицій противника і їх утримання до того часу, поки редут не буде перероблено, звернувши його на ворога.
Користуючись туманом, загону вдалося підійти до французьких позицій упритул. Використавши всі набої, загін вступив в багнетний бій. В одну з таких атак Гнат Шевченко, помітивши, що кілька французьких рушниць направлено на його командира, закрив собою лейтенанта Бірільова і таким чином жертвуючи життям, врятував свого командира.

Незабаром головнокомандувач російськими військами в Криму О. С. Меншиков видав указ, обов'язковий до прочитання у всіх екіпажах, батальйонах та ескадронах, де високо оцінив подвиг Ігнатія Шевченка:
|  | 37-го флотського екіпажу матрос Ігнатій Шевченко, який перебував у всіх вилазках біля лейтенанта Бірільова, виявив особливий приклад хоробрості та самовідданості. Коли молодці наші багнетами витіснили вже ворога з траншей — 15 чоловік французів — відступаючи, прицілилися в лейтенанта Бірільова та його супутників, Шевченко перший помітив, якої небезпеки наражається його командир, перехрестячись, кинувся до нього, заслонив його і молодецькими своїми грудьми прийняв кулі, які неминуче мали вразити лейтенанта Бірільова. Шевченко впав на місці як справді хоробрий чоловік, як праведник. Оригінальний текст (рос.) 37-го флотского экипажа матрос Игнатий Шевченко, находившийся во всех вылазках около лейтенанта Бирюлева, явил особенный пример храбрости и самоотвержения. Когда молодцы наши штыками вытеснили уже неприятеля из траншей — 15 человек французов — отступая, прицелились в лейтенанта Бирюлева и его спутников, Шевченко первый заметил, какой опасности подвергается его командир, перекрестясь, кинулся к нему, заслонил его и молодецкою своею грудью принял пули, которые неминуемо должны были поразить лейтенанта Бирюлева. Шевченко упал на месте как истинно храбрый человек, как праведник. |

## Історія

### Зведення
Подвиг миколаївського матроса незабаром став відомим по всій території Російської імперії. Ініціаторами встановлення пам'ятника стали ростовські купці Микола Кузнєцов та Костянтин Сорокін. Вони ж і взялися за збирання грошей. Як і багато інших пам'ятників на той час, цей встановлювався коштом пожертв. Гроші на спорудження пам'ятника надсилали з усіх куточків імперії. Особливо відзначився товариш по службі Шевченко — матрос Петро Кошка, який пожертвував 50 рублів.
На пам'ятник вдалося зібрати 1849 рублів 30 копійок. Тоді ініціатори звернулися до відомого скульптора, академіка М. О. Микешина, але скульптор назвав суму, яка значно перевищувала вже зібрану — 2650 рублів.
Згодом пам'ятник все ж таки було встановлено. Допоміг різьбяр Миколаївського адміралтейства на призвище Юдін. Він запропонував безкоштовно вирізати з дерева модель погруддя по малюнках Микешина. З цієї моделі в ливарній майстерні адміралтейства відлили погруддя героя. Знаковим стало те, що метал для пам'ятника — це колишні гармати, захоплені у російсько-турецьку війну 1828—1829 років. Загалом на виготовлення пам'ятника та встановлення його у флотських казарм на гранітному п'єдесталі було витрачено 1330 рублів і 69 копійок. Залишок грошей було передано благодійному товариству для започаткування стипендії імені Ігнатія Шевченка.
Встановили пам'ятник у серпні 1874 року. Місцем для його встановлення обрали біля головних воріт флотських казарм у Миколаєві — нині біля головного входу до Миколаївського будівельного коледжу. На монументі були присутні два написи, на одному боці: «Матросу Ігнатію Володимировичу Шевченку слава», а на інший: «Під час облоги Севастополя знаходився на третьому бастіоні, 20 січня 1855 вбитий, рятуючи життя свого начальника. На службу вступив до 30-го флотського екіпажу в 1850 році».
У Миколаєві пам'ятник Ігнатію Шевченку простояв лише 28 років. 1902 року до 50-річчя оборони Севастополя його було вирішено перенести до міста, де матрос і загинув. Так вирішив Комітет із відновлення пам'яток Севастопольської оборони. Пам'ятник перевезли і знову змонтували біля Лазарєвських казарм, а 20 липня 1902 року відкрили вдруге. Під час окупації Севастополя в Другу світову війну пам'ятник було зруйновано.

### Відновлення
У 1968 році місцевими краєзнавцями, активістами Миколаївського відділення Товариства охорони пам'яток історії та культури України порушувалося питання про відновлення у Миколаєві пам'ятника Гнату Шевченку. Тим більше, що збереглася модель погруддя та фотографії старої пам'ятки. Через шістнадцять років, у 1984 році, директор Миколаївського будівельного технікуму В. А. Нестерчук виступив з ініціативою відновити пам'ятник Шевченку та повернути його на колишнє місце.
За однією версією, новий пам'ятник був відлитий за формою, яку ливарники адміралтейства після того, як відлили погруддя, не знищили, а зберегли, закопавши у ливарній майстерні. Таким чином форма мала б пролежати в землі 120 років. За іншою, у Центральному військово-морському музеї Санкт-Петербурга збереглася дерев'яна модель погруддя. Благодійник, петербуржець Б. М. Пінчук, який був свого часу в Миколаєві, за власний кошт зняв копію з дерев'яної моделі і передав її до України.
Миколаївська архітекторка О. П. Попова розробила ескізи постаменту. Доброзичники з Трикратів доставили граніт. За сприяння начальника відділу боротьби з організованою злочинністю управління МВС по Миколаївській області С. А. Левандовського придбали бронзу, а начальник РМУ В. А. Кондратюк та голова Центрального РВК А. А. Олійник виділили гроші на виливок та на виготовлення постаменту.
25 червня 1993 року Миколаївська міська рада ухвалила рішення встановити відновлений пам'ятник. 30 вересня 1994 року біля входу до будівлі будівельного коледжу було встановлено бронзове погруддя героя Кримської війни Ігнатія Шевченка.
Розпорядженням Миколаївської обласної державної адміністрації № 556-р від 8 вересня 1999 року пам'ятнику присвоєно статус пам'ятки історії місцевого значення. Наказом Міністерства культури та інформаційної політики України № 326 від 1 червня 2024 року позбавлений статусу пам'ятки історії місцевого значення.

## Опис
Під погруддям Шевченка, зображеного у формі, на гранітному постаменті вертикально встановлений меч, обвитий лавровою гілкою, і вміщено слова: «Матросу Гнату Шевченко слава».
На постаменті закріплено таблички з написом з правого боку: «Перший пам'ятник нижньому чину в Російській імперії встановлено у Миколаєві за особистим розпорядженням імператора Олександра II у 1874 році. Скульптор Микешин М. Й. (копія)». З лівого боку: «На службу надійшов у 30-й флотський екіпаж у 1850 році. Під час облоги Севастополя був на 3-му бастіоні. 20 січня 1855 року вбито, рятуючи життя свого начальника».
На зворотному боці постаменту в нижній частині вміщено табличку, на якій вибиті слова: «У відтворенні пам'ятника брали участь громадяни Нестерчук В. А., Пінчук Б. Т., Олійник О. О., Кондратюк В. А., Фардман Л. С., Назаренко С. С., Попова О. П., Макушин В. Ю., Лещенко В. О., Дорошенко О. Б.».